# Louis de Rouvroy, duc de Saint-Simon

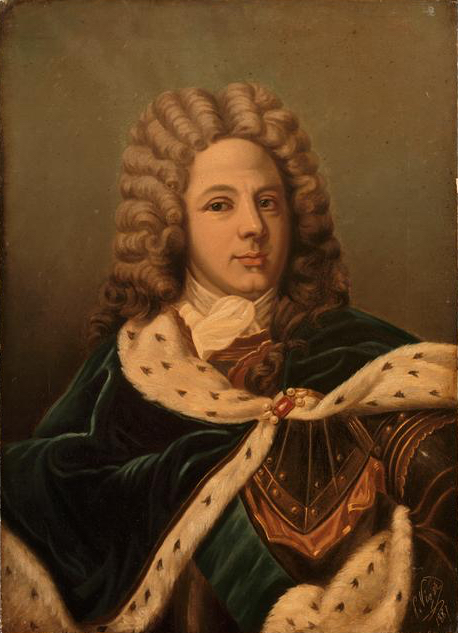
Louis de Rouvroy, duc de Saint-Simon

Louis de Rouvroy, duc de Saint-Simon (* 16. Januar 1675 in Versailles; † 2. März 1755 in Paris) war ein französischer Politiker und Schriftsteller, der besonders für seine Memoiren bekannt ist, in denen er das Leben am Hof Ludwigs XIV. und während der Régence beschreibt.

## Leben

### Herkunft und Jugend
Saint-Simon (wie er in der französischen Geschichtsschreibung schlicht heißt) war einziger Sohn von Claude de Rouvroy, Herzog von Saint-Simon, Gouverneur von Blaye und Meuland (1606–1693), der seit 1628 das Amt des Grand Louvetier de France bei Ludwig XIII. innehatte, der ihn 1635 in den erblichen Herzogsstand und zum Pair von Frankreich erhob. Seine Mutter war Charlotte de l’Aubespine de Châteauneuf d’Hautrive (1640–1725), zweite Gemahlin des Herzogs, über die er mit dem Hause Angoulême verwandt war. Seine Taufpaten waren Ludwig XIV. und Königin Marie Therese.
Er wuchs auf in Paris und Versailles und hatte als Spielkameraden die «enfants de France», also die Kinder der königlichen Familie, insbesondere den späteren Regenten Philipp von Orléans, mit dem ihn eine tiefe, langjährige Freundschaft verband. Er erhielt eine vorzügliche Bildung; unter anderem lernte er, was damals selten war in Frankreich, Deutsch sprechen und schreiben, aber auch Latein auf einem nicht zeitüblichen Niveau.

### Karriere am Hof Ludwigs XIV.
Mit 16 wurde Saint-Simon offiziell am Hof eingeführt und begann seine Ausbildung als Offizier. 17-jährig erhielt er die Feuertaufe im Pfälzischen Erbfolgekrieg. Mit 18 erbte er beim Tod seines Vaters den Herzogstitel und kam am Hof in Kontakt mit latent oppositionellen Adelskreisen, wo man von einer Beschränkung der absoluten Macht des Königs und einer Wiedereinsetzung des Adels in seine alten Rechte träumte. 19-jährig las Saint-Simon in einem Feldlager in der Pfalz einen Memoirenband und hatte die Idee, selber auch so etwas zu schreiben. Er begann in der Tat mit dem Aufzeichnen von Überlegungen und Beobachtungen, kam aber jahrzehntelang über Fragmente nicht hinaus.
Mit 20 begann er, sich für eine Ehefrau zu entscheiden und machte bei der Gelegenheit die Bekanntschaft von Marie-Anne de La Trémoille, Madame des Ursins genannt, die ihn für eine ihrer Nichten begeistern wollte. Er lehnte ab, da er die Unterstützung einer gutvernetzten und einflussreichen Familie anstrebte und entschied sich am Ende für Marie-Gabrielle de Lorge, Herzogin und Tochter des Herzogs und Marschalls von Lorge, den Neffen von Henri de la Tour d’Auvergne, Marschall von Turenne, und damit einer hochadeligen Familie angehörig. Er entwickelte zu seiner Frau eine liebevolle Beziehung und hatte mit ihr eine Tochter und zwei Söhne. Madame des Ursins gegenüber blieb er über die nächsten Jahre in Freundschaft verbunden und berichtete in seinen Memoiren sehr ausführlich über ihr ungewöhnliches Schicksal. Er gehörte zu den ganz wenigen Vertrauten, die auch nach ihrem tiefen Fall den Kontakt zu ihr hielten.
Mit 22 hatte er eine religiöse Krise und stand dem Jansenismus nahe, was seine latente Opposition gegenüber dem König verstärkte, der seinerseits die Jesuiten, das heißt die Gegner der Jansenisten stützte. Seine Neigung zu dieser Glaubensrichtung zeigte sich immer wieder in seinen Memoiren, besonders in der Schilderung der Aufhebung des Klosters Port-Royal, einer jansenistischen Hochburg, das dem Erdboden gleichgemacht wurde.
Saint-Simon quittierte mit 27 nach Ausbruch des Spanischen Erbfolgekriegs den Offiziersdienst, da seine Karriere langsamer als erhofft vorangeschritten war. Während der Jahre entwickelte er eine ausgeprägte Abneigung gegen Madame de Maintenon, die er für jedes nur denkbare Übel im Staate entweder direkt oder doch wenigstens indirekt verantwortlich machte. Nicht wenige vermuten in Saint-Simons übertriebenem Standesdünkel die tiefere Ursache für seinen Hass gegen Madame de Maintenon, die selbst nur aus dem niederen Adel stammte und für die Rolle einer maitresse en titre oder gar zur zweiten Ehefrau von Ludwig XIV. in seinen Augen gänzlich ungeeignet war. Aus diesem Grunde war er stets vertraut mit Madame de Montespan, die dem Rang nach ihm wenigstens ebenbürtig war.
Der Herzog war am Hofe nicht sonderlich beliebt, da er ständig wegen angeblicher Zurücksetzungen im Zeremoniell beim König vorstellig wurde. In seinen Memoiren berichtet er sehr ausführlich über jede nur denkbare Schmach und seine Reaktionen darauf. Aus Opposition zum König, der seiner Meinung nach zu viele Bürgerliche in hohe Ämter holte, sympathisierte er mit der politischen Adelsopposition. Saint-Simon geriet mehrfach mit dem König aneinander und verlor dadurch auch die Chance, als Botschafter beim Papst nach Rom berufen zu werden. Nicht unbedingt förderlich war auch seine Freundschaft zum Herzog von Orléans, zu dem er sogar 1709 hielt, als dieser sich die Feindschaft von Madame des Ursins und Madame de Maintenon zuzog, die nichts unversucht ließen, um dem Herzog von Orléans zu schaden. Interessanterweise taucht der Herzog von Saint-Simon in all den Jahren nur wenig in der ansonsten umfangreichen Korrespondenz der Mutter des Herzogs von Orléans, Elisabeth-Charlotte, besser bekannt als Liselotte von der Pfalz auf. Insoweit war die Freundschaft vielleicht doch eher einseitig auf Seiten von Saint-Simon.
Nach dem überraschenden Tod des Dauphin Louis von Frankreich, den Saint-Simon aus tiefstem Herzen verachtete, glaubte er, dass mit dessen Sohn, Louis de Bourgogne, endlich eine neue, gerechte, sprich dem Adel allein offenstehende Ordnung heraufdämmern würde. All diese Pläne vergingen jedoch bereits im Folgejahr, als innerhalb kürzester Zeit die Dauphine, der Dauphin und deren ältester Sohn vermutlich an den Röteln starben. Eine Zeitlang schwankte Saint-Simon enttäuscht zwischen Rückzug ins Private und Flucht nach vorn.
Er entschied sich für das Letztere und schrieb beispielsweise anonym einen fulminanten (seinem Adressaten aber sicher unbekannt gebliebenen) offenen Brief an den alten König, in dem er diesem vorwarf, Frankreich und die Monarchie durch Kriege und Despotismus ruiniert zu haben. 1714 stellte er in der Schrift Projets de gouvernement (dt. Regierungsprojekte) Überlegungen an für eine von Ministerräten statt Ministern geführte Regierung. Zugleich versuchte er Stimmung zu machen für seinen Jugendfreund Philipp von Orléans, der einer der Anwärter auf den Posten des Regenten war, der nach dem Tod des Königs für dessen noch unmündigen Urenkel Ludwig XV. die Herrschaft ausüben würde.

### Nach dem Tod Ludwigs XIV.
Nachdem 1715 Ludwig XIV. 77-jährig gestorben war und sein Neffe Philipp in der Tat die Regentschaft übernommen hatte, konnte Saint-Simon endlich eine aktive politische Rolle spielen als einflussreiches Mitglied des nach seinen Ideen neu geschaffenen Kronrats. Er war maßgeblich am Sturz von Louis-Auguste de Bourbon, Herzog von Maine und legitimierter Sohn Ludwigs XIV., beteiligt und trug Sorge, dass dieser für immer von der Thronfolge ausgeschlossen wurde. Im Auftrag des Regenten reiste Saint-Simon nach Spanien, um eine diplomatisch vorteilhafte Ehe zwischen den beiden Häusern zu vereinbaren. Allerdings wurde Saint-Simon bald von politisch geschickteren Leuten, vor allem dem Ex-Erzieher Philipps, dem Kardinal Dubois, langsam an den Rand gedrängt und beim plötzlichen Tod des Regenten 1723 praktisch ausgebootet.
Er zog sich auf seine Ländereien zurück und überlegte einmal mehr, ob er weiter politisch aktiv sein oder sich eher schriftstellerisch, vor allem als Historiker, betätigen sollte. 1729 bekam er das Tagebuch geliehen, das ein Versailler Höfling, der Marquis de Dangeau, von 1684 bis 1720 geführt hatte, und er begann es aus seiner Sicht zu kommentieren. Daneben schrieb er eine Reihe historischer Abhandlungen über sehr spezielle Themen, beispielsweise die Einheiraten legitimierter außerehelicher Töchter von französischen Königen in französische Adelsfamilien.
Erst 1739, mit 64 und im geistigen Ambiente der sich durchsetzenden Aufklärung, kehrte Saint-Simon zu seiner Idee von 1694 zurück und begann sein bedeutendstes, heute allein noch bekanntes Werk, die Mémoires. Diese decken die Zeit von 1691 bis 1723 ab, das heißt vom Beginn bis zum Ende der Höflingskarriere Saint-Simons in Versailles. Das sehr umfangreiche Werk enthält nicht nur die persönlichen Erinnerungen des Autors, sondern auch zahlreiche dokumentarische Informationen über den König und dessen Hofstaat. Es war erst gegen 1750, nach zehn Jahren Arbeit, abgeschlossen und wurde sogar, von einigen Auszügen abgesehen, erst 1829/30 gedruckt. Hiernach erlangte es rasch Anerkennung als ein Meisterwerk der Gattung Memoiren, verschaffte seinem Autor einen Status als Klassiker und fand beachtliche Verbreitung, nicht zuletzt als Lektüre zahlreicher Schriftsteller von Stendhal bis zu Marcel Proust.

## Bedeutung
Für Historiker sind Saint-Simons Mémoires darüber hinaus eine wichtige, wenn naturgemäß auch persönlich gefärbte Quelle über das Alltagsleben und über die Machtkämpfe in Versailles unter dem späten Ludwig XIV. und dem frühen Ludwig XV. Viele Aspekte der Memoiren, gerade was Madame de Maintenon angeht, finden ihre Entsprechung in den Briefen der Mutter des Regenten Elisabeth Charlotte, der der Herzog eine der bekanntesten Schilderungen widmete. Sein Porträt weist Liselotte von der Pfalz als etwas verschrobene, eigenwillige, weltfremde und doch ungemein standesbewusste Deutsche aus, die ihre Kinder über alle Maßen liebt und ihr ganzes Leben mit dem Schreiben von Briefen zubringt.

## Ehrungen
1975 wurde anlässlich des 300. Geburtstags von Saint-Simon ihm zu Ehren der Prix Saint-Simon geschaffen.